# Laureline Amanieux
Laureline (Jacquot) Amanieux est une autrice, réalisatrice de documentaires, productrice, et formatrice, née le 2 avril 1977 à Cognac en France.

## Biographie
Laureline Amanieux est réalisatrice depuis 2011, de films documentaires pour la télévision, le cinéma et le web, et de podcasts. Elle est productrice à Circé production.   
En tant qu'autrice, elle a publié des poèmes, des essais sur l'oeuvre d'Amélie Nothomb, sur les mythologies, et notamment la théorie du voyage du héros du mythologue américain Joseph Campbell (éditions Albin Michel / Payot), ainsi que des nouvelles littéraires.    
En 2020, elle est Lauréate de la Bourse Brouillon d'un Rêve Littéraire de la SCAM, pour un projet de roman.   
Docteur en Lettres Modernes, elle a fait sa thèse à l'université de Paris X, et en visiting student à UC Berkeley. Titulaire du CAPES, elle a été enseignante en collège-lycée, puis au Cours de Civilisation Française de La Sorbonne, pour les étudiants étrangers à Paris. Elle a participé à des colloques internationaux et publié dans des revues académiques.   
Elle a été chroniqueuse en presse écrite chez Bayard presse pendant 8 ans (chroniqueuse culture de 2010 à 2018), pour le magazine MUZE, puis pour La Croix, après avoir collaboré avec le BSCnews et le Magazine des livres (désormais le Salon Littéraire).   
Elle anime des ateliers d'écriture, rencontres littéraires ou stages en documentaires, participe à des commissions et comités de lecture en documentaires du CNC et de Normandie images.

## Filmographie
- 2025, Réalisatrice de "On les appelle : samouraïs", un film documentaire coécrit et incarné par Nota Bene pour FRANCE 5 (diffusion 2026)
- 2024, Réalisatrice et productrice de "Un Orchestre à soi", une websérie documentaire pour France Télévisions (france.tv et France 3 Normandie), intégrée dans l'installation sonore et documentaire du même nom, soutenue par le Ministère de la culture.
- 2023, Réalisatrice, productrice de "On les appelle : Vikings", un film documentaire avec Benjamin Brillaud alias Nota Bene, pour HISTOIRE TV, 2023. Distribution par CLPB rights.
- 2023, Co-réalisatrice, productrice de "L'Escouade du cœur en Tanzanie", un film documentaire de Bekaï Hebib et Laureline Amanieux, 2023. Diffusé par Hello Planet TV. Distribution par Script Line.
- 2022, Réalisatrice, productrice d'une série de podcasts "Japon, Les fleurs d'un monde flottant" avec Amélie Nothomb, pour Amazon AUDIBLE (durée 4h 40).
- 2021, Réalisatrice, productrice du documentaire Tiens la route, 52 min, pour France 3 Auvergne-Rhône-Alpes, puis france.tv. Rediffusions par France 3 Pays de la Loire et Bourgogne. Distribution internationale par Windrose.
- 2020, Réalisatrice, productrice d'un documentaire audio pour Amazon AUDIBLE (durée 4 heures), "La divine comédie d'Amélie Nothomb, Un voyage mythologique des Enfers au Paradis"[3].
- 2019 - 2020, Trance (90 min), Co-scénariste de ce long métrage documentaire cinéma, sélectionné en festivals, sorti en salle de cinéma en France et En Espagne, 2022. Distribué par Les Films des Deux Rives.
- 2017-2019, Invitation au voyage sur ARTE, Réalisatrice de sujets documentaires[4].
- 2018, Réparer la terre (55 min)[5], Co-réalisatrice de ce film diffusé par ARTE.tv, soutenu par le Ministère de l'Agriculture, la Région des Pays de Loire, et par financement participatif[6], distribué en cinémas indépendants, diffusé aussi par LMTV, et sélectionné en festivals. Sortie sous le titre L'école de la terre en DVD / VOD par EDUCAGRI, 2021.
- 2016, Téléportation 2161[7], Réalisatrice de cette websérie documentaire pour ARTE creative[8], sélectionnée au Hollyweb Festival et au Web Program International.
- 2014, San Francisco, the city that knows how (62 min), Co-réalisatrice de ce documentaire[9] primé au San Francisco film awards en 2015[10], et sélectionné au festival AMERICA de Vincennes.
- 2012, Amélie Nothomb, une vie entre deux eaux, (52 min). Sur une idée originale de Laureline Amanieux. Auteur de ce documentaire[11] pour la collection Empreintes de France 5[12].

## Œuvre publiée
- Poèmes publiés dans l'anthologie et la revue Poésie vive, éditions du Club des poètes, sous la direction de Jean-Pierre Rosnay, 1995-2000.
- Citadelle, recueil de poèmes en prose, épuisé, collection des Carnets du Club des poètes, sous la direction de Jean-Pierre Rosnay, 2000.
- «Poésie et citoyenneté», dans Éduquer à la citoyenneté, UNAPEC, séquence de formation, sous la direction de Rolande Hatem, 2002.
- Entretien audio avec Amélie Nothomb, éditions Autrement dit, Belgique, 2007, téléchargeable sur le web et en parution CD, novembre 2009.
- Amélie Nothomb, l’éternelle affamée, Paris, Albin Michel, 2005  (ISBN 2226155929).
- Le récit siamois. Identité et personnage dans l'œuvre d'Amélie Nothomb, Albin Michel, Paris, 2009, d'après sa thèse.
- Ce héros qui est en chacun de nous, la puissance des mythes, Paris, Albin Michel, collections Clés, 2011 (repris au Club Clés 2011, puis aux éditions France Loisirs en 2012)[13]
- Mat Hennek et le portrait des âmes, Paris, éditions Galerie 64bis, 2011, catalogue d'exposition photographique traduit en anglais et en allemand[14]. Un extrait est cité dans le livret de l'album Mozart d'Hélène Grimaud. Par la suite, écriture des textes poétiques accompagnant ses œuvres sur le site internet de l'artiste.
- Une vie positive, s'ouvrir à la force bénéfique des mythes, Paris, Payot, 2012[15].
- Un ange passe, texte pour l'anthologie de l'Almanach insolite, éditions Mines de Rien, 2014.
- La Nuit s'évapore, recueil de nouvelles, édition indépendante sur amazon (ebook et livre broché), 2017, finaliste du Jury Amazon au Salon du Livre de Paris et sélectionné pour Le Mois des Indés en 2017.
- Le Chant de la mer, Nouvelle, Revue WIP - Littérature sans filtre numéro 2[16], édition Khartala, 2018
- Vos paroles ont la peau douce, Brèves de sagesse, édition indépendante sur amazon (ebook et livre papier), 2019.
- Le Japon éternel, Voyage sous les fleurs d'un monde flottant, coécrit avec Amélie Nothomb, éditions Albin Michel, octobre 2024.